# 王春陽
王春陽。山西虞鄉縣人，清朝政治人物、進士出身。

## 生平
清顺治三年进士，授新泰縣知縣。